# Mayac
Mayac település Franciaországban, Dordogne megyében. Lakosainak száma 322 fő (2022. január 1.). Mayac Coulaures, Cubjac-Auvézère-Val d'Ans és Savignac-les-Églises községekkel határos.

## Népesség
A település népességének változása:
| Lakosok száma | 269  | 245  | 247  | 295  | 306  | 327  | 342  | 346  | 338  | 322  |
|               | 1968 | 1982 | 1990 | 2006 | 2013 | 2015 | 2017 | 2019 | 2020 | 2022 |